# هانس فینک
هانس فینک (انگلیسی: Hannes Fink؛ زادهٔ ۶ اکتبر ۱۹۸۹) بازیکن فوتبال اهل ایتالیا است.